# لامپ نور

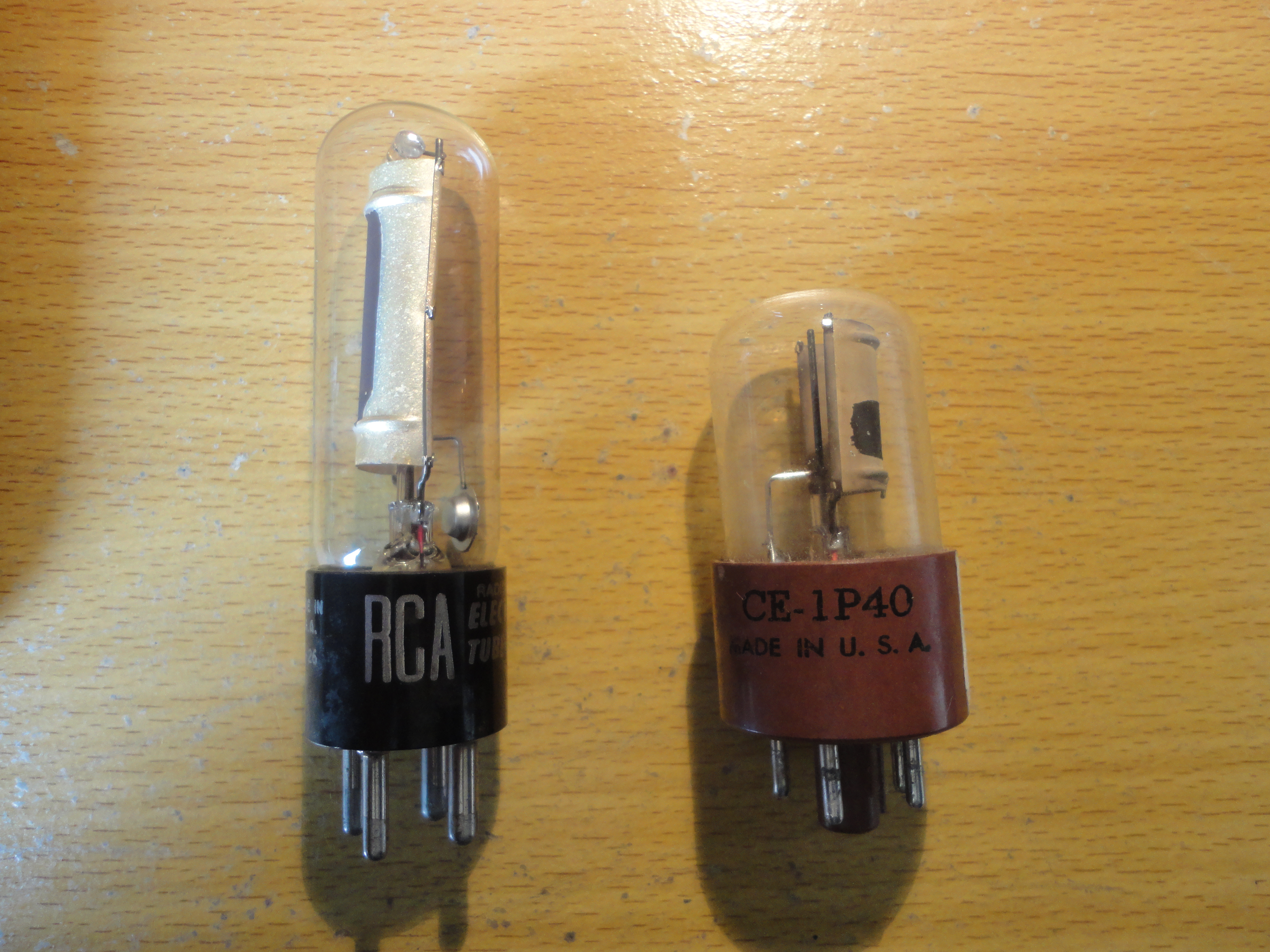
دو نوع مختلف فتوتوب

لامپ نور یا فوتوتیوب یا پیل فوتوالکتریک نوعی لوله پر از گاز یا خلاء است که به نور حساس است. چنین لامپی را به درستی «پیل فوتوگسیلشی» می‌نامند تا آن را از پیل‌های فتوولتائیک یا فوتورسانندگی متمایز کند. لامپ‌های نور قبلاً بیشتر مورد استفاده قرار می‌گرفتند، اما اکنون در بسیاری از کاربردها با آشکارسازهای نوری حالت جامد جایگزین می‌شوند. لامپ فوتوفزون‌گر یکی از این حساس‌ترین آشکارسازهای نور است و هنوز هم به‌طور گسترده در تحقیقات فیزیک استفاده می‌شود.

## اصول کاری
فوتوتیوب‌ها بر اساس اثر فوتوالکتریک عمل می‌کنند: فوتون‌های ورودی به فوتوکاتد برخورد می‌کنند و الکترون‌ها را از سطح آن بیرون می‌زنند که به یک آند جذب می‌شوند؛ بنابراین جریان به فرکانس و شدت فوتون‌های ورودی بستگی دارد. برخلاف لامپ فوتوفزون‌گر، هیچ تقویتی صورت نمی‌گیرد، بنابراین جریان عبوری از این افزاره معمولاً در حد چند میکرو آمپر است.
محدوده طول موج نوری که افزاره روی آن حساس است به مواد مورد استفاده برای کاتد فتوگسیلشی بستگی دارد. یک کاتد سزیم-آنتیموان افزاره‌ای می‌دهد که در ناحیه بنفش تا فرابنفش بسیار حساس است و حساسیت آن را به کوری نسبت به نور قرمز کاهش می‌یابد. سزیم روی نقره اکسید شده کاتدی می‌دهد که نسبت به نور فروسرخ تا سرخ حساس‌تر است و به سمت آبی می‌افتد، جایی که حساسیت آن کم است اما صفر نیست.
افزاره‌های خلاء جریان آند تقریباً ثابتی برای سطح مشخصی از روشنایی نسبت به ولتاژ آند دارند. افزاره‌های پر از گاز حساس‌تر هستند، اما پاسخ فرکانسی به روشنایی مدوله‌شده در فرکانس‌های پایین‌تر نسبت به افزاره‌های خلاء کاهش می‌یابد. پاسخ فرکانسی افزاره‌های خلاء به‌طور کلی توسط زمان عبور الکترون‌ها از کاتد به آند محدود می‌شود.

## کاربردها
یکی از کاربردهای اصلی لامپ نور، خواندن شیارهای صوتی نوری برای فیلم‌های پیش‌بینی شده بود. لامپ‌های نوری در انواع کاربردهای حسگر نور مورد استفاده قرار می‌گرفتند تا زمانی که برخی از آنها توسط مقاومت نوری و فوتودیود جایگزین شدند.